# Deon Lendore
Deon Christopher Lendore (Arima, 28 ottobre 1992 – Cameron, 10 gennaio 2022) è stato un velocista trinidadiano.

## Biografia
Ha rappresentato Trinidad e Tobago, disputando i 400 m piani e la staffetta 4 × 400 m, a tre edizioni consecutive dei Giochi olimpici estivi da Londra 2012 a Tokyo 2020. Nell'edizione britannica ha vinto la medaglia di bronzo nella staffetta, correndo con Lalonde Gordon, Jarrin Solomon e Ade Alleyne-Forte.
È morto nel 2022, all'età di 29 anni, a causa di un incidente stradale, avvenuto mentre percorreva le strade del Texas, di rientro da un allenamento.

## Palmarès
| Anno | Manifestazione      | Sede           | Evento      | Risultato  | Prestazione | Note                                    |
| ---- | ------------------- | -------------- | ----------- | ---------- | ----------- | --------------------------------------- |
| 2010 | Mondiali U20        | Moncton        | 400 m piani | Semifinale | 47"49       |                                         |
| 2010 | Mondiali U20        | Moncton        | 4 × 400 m   | Batteria   | 3'10"87     |                                         |
| 2011 | Campionati CAC      | Mayagüez       | 4 × 400 m   | Argento    | 3'01"65     |                                         |
| 2011 | Mondiali            | Taegu          | 4 × 400 m   | Batteria   | 3'02"47     |                                         |
| 2012 | Giochi olimpici     | Londra         | 400 m piani | Batteria   | 46"04       |                                         |
| 2012 | Giochi olimpici     | Londra         | 4 × 400 m   | Bronzo     | 2'59"40     | Record nazionale                        |
| 2013 | Mondiali            | Mosca          | 400 m piani | Semifinale | 45"547      |                                         |
| 2013 | Mondiali            | Mosca          | 4 × 400 m   | 5º         | 3'01"74     |                                         |
| 2015 | Mondiali            | Pechino        | 4 × 400 m   | Argento    | 2'58"20     | Record nazionale                        |
| 2016 | Mondiali indoor     | Portland       | 400 m piani | Bronzo     | 46"17       |                                         |
| 2016 | Mondiali indoor     | Portland       | 4 × 400 m   | Bronzo     | 3'05"51     | Record nazionale                        |
| 2016 | Giochi olimpici     | Rio de Janeiro | 400 m piani | Batteria   | 46"15       |                                         |
| 2016 | Giochi olimpici     | Rio de Janeiro | 4 × 400 m   | Batteria   | dq          |                                         |
| 2017 | World Relays        | Nassau         | 4 × 400 m   | 4º         | 3'03"17     |                                         |
| 2018 | Mondiali indoor     | Birmingham     | 400 m piani | Bronzo     | 46"37       |                                         |
| 2018 | Mondiali indoor     | Birmingham     | 4 × 400 m   | 4º         | 3'02"52     | Record nazionale                        |
| 2018 | Commonwealth        | Gold Coast     | 4 × 400 m   | 4º         | 3'02"85     |                                         |
| 2019 | World Relays        | Yokohama       | 4 × 400 m   | Oro        | 3'00"81     | Miglior prestazione mondiale stagionale |
| 2019 | Giochi panamericani | Lima           | 4 × 400 m   | Bronzo     | 3'02"25     |                                         |
| 2019 | Mondiali            | Doha           | 4 × 400 m   | 5º         | 3'00"74     |                                         |
| 2021 | Giochi olimpici     | Tokyo          | 400 m piani | Semifinale | 44"93       |                                         |
| 2021 | Giochi olimpici     | Tokyo          | 4 × 400 m   | 8º         | 3'00"85     |                                         |